# رابرت مک‌نیل
رابرت مک‌نیل (زاده ۱۹ ژانویه ۱۹۳۱)( درگذشت ۱۲ آوریل ۲۰۲۴)روزنامه‌نگار آمریکایی (کانادایی الاصل) به ترتیب در شبکه‌های خبری ان‌بی‌سی آمریکا و سپس بی‌بی‌سی انگلیس و آنگاه پی‌بی‌اس آمریکا فعالیت داشته است. مک‌نیل اکنون مدت‌هاست که کار خبری را کنار گذاشته و در آپارتمانی کوچک در نیویورک، به نگارش کتاب‌های رمان مشغول است. وی در دوره کاری خود مصاحبه‌هایی با ریچارد نیکسون، فیدل کاسترو، جرالد فورد، وودی آلن و سید روح‌الله خمینی داشته است. او مصاحبه با خمینی را شگفت انگیزترین مصاحبه در طول زندگی حرفه‌ای خود دانسته است. وی دربارهٔ خمینی اظهار داشته بود: «... آرام‌ترین و بی‌حرکت‌ترین انسانی بود که تا به حال دیده بودم… آرامش محض و اطمینان خاطر کامل داشت.»

## مرگ
مک نیل در ۱۲ آوریل ۲۰۲۴ در سن ۹۳ سالگی در بیمارستان نیویورک-پرسبیترین در منهتن به مرگ طبیعی درگذشت، مرگ وی توسط دخترش آلیسون مک‌نیل تأیید شد.